# Hybristophilie
L’hybristophilie (du grec hybrizein, « commettre un outrage contre quelqu'un » et de philein, « qui aime »), est une paraphilie dans laquelle un individu est sexuellement attiré par d'autres ayant commis un crime (viol, meurtre). Dans la culture populaire, ce phénomène est connu sous le nom de « Syndrome de Bonnie et Clyde ». L’enclitophilie désigne plus particulièrement l'attirance sexuelle pour les femmes criminelles.

## Historique et caractéristiques
Cette paraphilie a été pour la première fois décrite par le sexologue John Money en 1986. Pour le professeur de médecine légale Anil Aggrawal, l'hybristophilie est une attirance sexuelle envers une personne ayant commis un acte de violence. Corey Vitello, pour sa part, précise que l'hybristophilie est une paraphilie de nature largement prédatrice, consistant à rechercher pour la satisfaction sexuelle des partenaires ayant commis des crimes graves, comme des meurtres ou des viols . 
La majorité des recherches scientifiques concernant l'hybristophilie sont concentrées sur les femmes attirées par des criminels masculins. Ces recherches se penchent notamment sur une forme dite « passive » d'hybristophilie : le phénomène des murder groupies. Pour Agnès Giard, « sous sa forme la plus courante, cette attirance pour les outsiders n'a rien de dangereux. C'est le fantasme du voyou ». Certaines personnes ne restent pas dans le domaine du fantasme : elles cherchent à se mettre en relation avec des criminels dangereux. Des hommes ayant commis des meurtres et des viols en série reçoivent ainsi en prison des courriers d'admiratrices aux connotations fréquemment sexuelles. 
En prison, Landru, assassin de onze femmes, avait par exemple reçu plus de 4 000 lettres enflammées, dont 800 demandes en mariage. 
Dans certains cas, les admiratrices de ces criminels vont jusqu'à épouser le sujet de leur affection. Les femmes sont souvent convaincues, en dépit de toutes les preuves, de l'innocence de ces criminels ou fantasment la possibilité de les sauver. 
Elisabeth, une travailleuse sociale de 50 ans, qui avait noué une relation avec Nordahl Lelandais en prison, explique : « L'homme que je voyais n'était pas celui qu'on disait. Je voyais l'homme avant les actes ». Ainsi, Lelandais est devenu père pendant son incarcération.
Il existe aussi des cas d'hommes hybristophiles. Ainsi, à sa sortie de prison, la criminelle Karla Homolka, qui a commis une série de viols et des meurtres avec son mari Paul Bernardo (dont le viol et le meurtre de sa propre petite sœur), épouse Thierry Bordelais, le frère de son avocate (Sylvie Bordelais), se rebaptisant alors Leanne Bordelais. Ils ont eu trois enfants ensemble.
Une autre forme d'hybristophilie, dite « agressive », concerne des personnes qui aident activement des criminels à commettre des actes de violence. Un exemple connu est celui de Monique Olivier, conjointe de Michel Fourniret, pédocriminel et tueur en série français, qu'elle a substantiellement aidé à commettre des enlèvements, des viols et des meurtres de petites filles.

### Ouvrages sources
- Troubles psychosexuels Considérations générales (DMS)
- Sheila Isenberg : Femmes qui aiment les hommes qui tuent, 3 édition, Backinprint.com 2000,  (ISBN 978-0595003990)